# Zespół Walkera-Warburg
Zespół Walkera-Warburg (łac. syndroma Walker–Warburg, ang. Walker–Warburg syndrome in. zespół Warburg, zespół Chemke, zespół Pagon, zespół COD-MD, zespół HARD (+/-E)) – genetycznie uwarunkowany zespół wad wrodzonych charakteryzujący się bezzakrętowością mózgu typu II (kostki brukowej) z wodogłowiem, dystrofią mięśniową oraz wadami narządu wzroku i tylnego dołu czaszki. 

## Historia
Pierwszy pacjent został opisany w 1942 przez amerykańskiego neurochirurga Arthura Earla Walkera, kolejni przez Arlingtona Krause w 1946 i Juana Chemke w 1975. Zespół został opisany po raz pierwszy w 1971 przez duńską okulistkę Mette Warburg, a następnie w 1978 przez Robertę Pagon.

## Etiologia
Choroba spowodowana jest nieprawidłową O-mannozylacją alfa-dystroglikanu w trakcie potranslacyjnej modyfikacji spowodowaną uszkodzeniem genów białkowej O-mannozylotransferazy 1 i 2 (POMT-1, POMT-2) znajdujących się na chromosomie 9q34. Możliwy jest również udział uszkodzenia genów POMGnT-1, FKT, FKRP i LARGE. Dziedziczenie jest autosomalne recesywne. 

## Epidemiologia
Częstość występowania szacowana jest na 1,2 na 100 000 żywych urodzeń.

## Obraz kliniczny
Zespół Walkera-Warburg jest najcięższą wrodzoną dystrofią mięśniową . Obraz kliniczny charakteryzuje się uogólnioną hipotonią mięśniową, osłabieniem siły mięśniowej, opóźnieniem rozwoju z niepełnosprawnością intelektualną, wadami narządu wzroku i ośrodkowego układu nerwowego oraz w niektórych przypadkach napadami padaczkowymi. W osoczu krwi stwierdzany jest wysoki poziom kinazy kreatynowej. W zakresie narządu wzroku stwierdza się anomalie zarówno w zakresie komory przedniej oka (zaćma, płytka komora przednia, rogówka mała i małoocze) jak i komory tylnej oka (odwarstwienie siatkówki, dysplazja siatkówki, niedorozwój lub zanik nerwu wzrokowego i plamki żółtej oraz ich coloboma). Wady wrodzone mózgu obejmują bezzakrętowość mózgu typu II (kostki brukowej), wodogłowie, niedorozwój robaka, niedorozwój móżdżku, płaski pień mózgu z małymi piramidami, zespół Dandy'ego-Walkera.

## Diagnostyka różnicowa
Zespół Walkera-Warburg należy różnicować z  wrodzoną dystrofia mięśniowa Fukuyamy, wrodzonymi dystrofiami mięśniowymi typu 1C i 1D, zespołem mózgowo-wzrokowo-mięśniowym.

## Leczenie
Nie jest znane przyczynowe leczenie zespołu Walkera-Warburg, możliwe jest jedynie leczenie objawowe i podtrzymujące.

## Rokowanie
Rokowanie jest złe, większość dzieci umiera przed 3 rokiem życia.